# Liste der Beiträge für den besten fremdsprachigen Film für die Oscarverleihung 1994
Dies ist eine Liste der Beiträge für die für den besten fremdsprachigen Film bei der 66. Oscar-Verleihung 1994. 
Von 1948 bis 1956 wurde dieser Oscar als Spezialpreis beziehungsweise Ehrenoscar verliehen, erst ab 1957 wurde der Preisträger durch die Mitglieder der Academy aus einer Auswahl von fünf nominierten Filmen analog zu den anderen Kategorien gewählt.
Der Oscar für den besten fremdsprachigen Film zeichnet seit seiner Entstehung keine bestimmte Person aus, sondern geht an den zu ehrenden Film. Der Regisseur gewinnt persönlich keinen Oscar, nimmt diesen aber stellvertretend während der Preisverleihung in Empfang, obwohl es sich um eine Auszeichnung für das einreichende Land handelt. Die Länder werden von der Akademie aufgefordert ihren besten Film einzureichen, wobei nur ein Film für jedes Land als Vorschlag akzeptiert wird.
Die Akademie hatte 57 Länder eingeladen, einen Film für den Wettbewerb einzureichen, und das Ende der Einreichungsfrist auf den 22. November 1993 festgesetzt. Insgesamt 35 Filme wurden vorgeschlagen.
Aufgrund der Kontroverse im Vorjahr über die Beteiligung von einzelnen Ländern am Film, die zu der Disqualifikation des Vorschlages aus Uruguay geführt hatte, wurden auch Informationen über die Nationalitäten des Kreativteams des Films abgefragt.
Argentinien schlug den Film Gatica, el mono vor, aber der Regisseur Leonardo Favio forderte das Instituto Nacional de Cinematografía (INC) auf, ihn als Kandidat zu streichen, um gegen die Verzögerungen bei der Genehmigung der Steuern für ausländische Filme durch den argentinischen Kongress zu protestieren.
Slowenien, die Slowakei und Vietnam reichten zum ersten Mal eine Bewerbung für die Kategorie ein.
Die Filme aus Großbritannien, Hongkong, Spanien und Taiwan und Vietnam wurden nominiert. Zum ersten Mal kam die Mehrheit der nominierten Länder von außerhalb Europas und bisher einzigartig war die Nominierung von drei asiatischen Ländern. Vietnam war das erste Land aus Südostasien das in dieser Kategorie nominiert wurde.
Spanien gewann den Preis für Belle Epoque, laut Fischer Filmalmanach 1994 „Eine beschwingte erotische Komödie, deren Dialoge scharfzüngig utopische Entwürfe, soziale Kritik, politische Hoffnungen und erotische Entdeckungen formulieren. Von Kameraarbeit, Dekor und Kostümen her ein Genuß, der sich in der Schauspielerführung fortsetzt.“

## Beiträge
| Land                   | Deutscher Verleihtitel          | Sprache(n)                  | Originaltitel                                              | Regisseur(e)         | Ergebnis        |
| ---------------------- | ------------------------------- | --------------------------- | ---------------------------------------------------------- | -------------------- | --------------- |
| Argentinien            | Gatica, el mono                 | Spanisch                    | Gatica, el mono                                            | Leonardo Favio       | Nicht Nominiert |
| Belgien                | Just Friends                    | Niederländisch, Französisch | Just Friends                                               | Marc-Henri Wajnberg  | Nicht Nominiert |
| Bulgarien              | Canary Season                   | Bulgarisch                  | Сезонът на канарчетата / Sezonat na kanarchetata           | Evgeni Mihailov      | Nicht Nominiert |
| Chile                  | Johnny 100 Pesos                | Spanisch                    | Johnny cien pesos                                          | Gustavo Graef Marino | Nicht Nominiert |
| Volksrepublik China    | Country Teachers                | Mandarin                    | 凤凰琴 / Feng huang qin                                    | He Qun               | Nicht Nominiert |
| Dänemark               | Schwarze Ernte                  | Dänisch                     | Sort høst                                                  | Anders Refn          | Nicht Nominiert |
| BR Deutschland         | Justiz                          | Deutsch                     |                                                            | Hans W. Geißendörfer | Nicht Nominiert |
| Finnland               | Der Höllenflug                  | Finnisch                    | Ripa ruostuu                                               | Christian Lindblad   | Nicht Nominiert |
| Frankreich             | Germinal                        | Französisch                 | Germinal                                                   | Claude Berri         | Nicht Nominiert |
| Vereinigtes Königreich | Hedd Wyn                        | Walisisch, Englisch         | Hedd Wyn                                                   | Paul Turner          | Nominiert       |
| Hongkong               | Lebewohl, meine Konkubine       | Hochchinesisch              | 霸王别姬, Bàwáng bié jī                                    | Chen Kaige           | Nominiert       |
| Indien                 | Rudaali                         | Hindi                       | रुदाली                                                        | Kalpana Lajmi        | Nicht Nominiert |
| Island                 | Der geheimnisvolle Hügel        | Isländisch                  | Hin helgu vé                                               | Hrafn Gunnlaugsson   | Nicht Nominiert |
| Israel                 | Die Rache des Itzik Finkelstein | Hebräisch                   | נקמתו של איציק פינקלשטיין / Nikmato Shel Itzik Finkelstein | Enrique Rottenberg   | Nicht Nominiert |
| Italien                | Der große Kürbis                | Italienisch                 | Il grande cocomero                                         | Francesca Archibugi  | Nicht Nominiert |
| Japan                  | Madadayo                        | Japanisch                   | まあだだよ / Mādadayo                                      | Akira Kurosawa       | Nicht Nominiert |
| Kanada                 | Das Geschlecht der Sterne       | Französisch                 | Le Sexe des étoiles                                        | Paule Baillargeon    | Nicht Nominiert |
| Kroatien               | Komtess Dora                    | Kroatisch                   | Kontesa Dora                                               | Zvonimir Berković    | Nicht Nominiert |
| Mexiko                 | Cronos                          | Spanisch, Englisch          | La Invención de Cronos                                     | Guillermo del Toro   | Nicht Nominiert |
| Niederlande            | Der kleine blonde Tod           | Niederländisch              | De kleine blonde, dood                                     | Jean van de Velde    | Nicht Nominiert |
| Norwegen               | Schwärmer                       | Norwegisch                  | Telegrafisten                                              | Erik Gustavson       | Nicht Nominiert |
| Österreich             | Indien                          | Österreichisches Deutsch    |                                                            | Paul Harather        | Nicht Nominiert |
| Peru                   | Report on Death                 | Spanisch                    | Reportaje a la muerte                                      | Danny Gavidia        | Nicht Nominiert |
| Polen                  | Geschwader                      | Polnisch                    | Szwadron                                                   | Juliusz Machulski    | Nicht Nominiert |
| Portugal               | Am Ufer des Flusses             | Portugiesisch               | Vale Abraão                                                | Manoel de Oliveira   | Nicht Nominiert |
| Rumänien               | Das Ehebett                     | Rumänisch                   | Patul conjugal                                             | Mircea Daneliuc      | Nicht Nominiert |
| Schweden               | Die Schleuder                   | Schwedisch                  | Kådisbellan                                                | Åke Sandgren         | Nicht Nominiert |
| Schweiz                | Das Tagebuch der Lady M.        | Französisch                 | Le Journal de Lady M                                       | Alain Tanner         | Nicht Nominiert |
| Slowakei               | Alles was ich mag               | Slowakisch                  | Všetko čo mám rád                                          | Martin Šulík         | Nicht Nominiert |
| Slowenien              | Wenn ich meine Augen schließe   | Slowenisch                  | Ko zaprem oči                                              | Franci Slak          | Nicht Nominiert |
| Spanien                | Belle Epoque                    | Spanisch                    | Belle Époque                                               | Fernando Trueba      | Gewonnen        |
| Taiwan                 | Das Hochzeitsbankett            | Hochchinesisch, Englisch    | 喜宴                                                       | Ang Lee              | Nominiert       |
| Türkei                 | Das Blaue Exil                  | Türkisch                    | Mavi Sürgün                                                | Erden Kıral          | Nicht Nominiert |
| Ungarn                 | We Never Die                    | Ungarisch                   | Sose halunk meg                                            | Róbert Koltai        | Nicht Nominiert |
| Vietnam                | Der Duft der grünen Papaya      | Vietnamesisch               | Mùi đu đủ xanh / L’Odeur de la papaye verte                | Trần Anh Hùng        | Nominiert       |